# Campionato europeo femminile di calcio 1984
Il Campionato europeo femminile di calcio 1984 è stata la 1ª edizione del campionato europeo femminile di calcio per nazionali.

Si è svolto nella primavera del 1984, e il titolo è stato assegnato tramite una finale in gara doppia con andata e ritorno ospitate da ciascuna finalista. Il torneo infatti non aveva una nazione organizzatrice, cosa che è diventata usanza comune in seguito, pertanto le squadre giocavano contro le proprie avversarie una partita in casa e una fuori casa.

La vittoria è andata alla Svezia che ha battuto l'Inghilterra ai rigori per 4-3 dopo che la gara di andata in Svezia e quella di ritorno in Inghilterra erano finite 1-0 in favore delle squadre ospitanti.
La denominazione ufficiale del torneo era European Competition for Women's Football, nome che è stato utilizzato per un totale di tre edizioni, l'ultima nel 1989, per poi cambiare in favore di UEFA Women's Championship dall'edizione del 1991 in poi. Questo perché inizialmente la competizione non aveva l'ufficialità della UEFA in quanto partecipavano meno della metà delle nazionali iscritte alla federazione. All'aumentare della popolarità della manifestazione e all'aumentare delle partecipanti alla fase di qualificazione, l'UEFA decise di organizzare il torneo in prima persona. In ogni caso, i titoli vinti nelle prime tre edizioni non UEFA sono ufficialmente riconosciuti.

## Formato
L'accesso al torneo era determinato da una fase di qualificazione disputata nell'anno precedente, in cui 16 squadre divise in 4 gironi all'italiana da 4 squadre si sono affrontate in gare di andata e ritorno. La vincitrice di ogni gruppo si è qualificata alle semifinali della competizione. Le semifinali e la finale si sono disputate tramite scontri a eliminazione diretta con gare di andata e ritorno.

## Squadre qualificate
- Svezia (1º gruppo 1)
- Inghilterra (1º gruppo 2)
- Italia (1º gruppo 3)
- Danimarca (1º gruppo 4)

## Tabellone
|  | Semifinali  | Semifinali  | Semifinali | Semifinali | Semifinali |  |  | Finale       | Finale       | Finale | Finale | Finale |  |
|  |             |             |            |            |            |  |  |              |              |        |        |        |  |
|  | Italia      | Italia      | 2          | 1          | 3          |  |  |              |              |        |        |        |  |
|  | Svezia      | Svezia      | 3          | 2          | 5          |  |  | Svezia (dtr) | Svezia (dtr) | 1      | 0      | 1 (4)  |  |
|  | Inghilterra | Inghilterra | 2          | 1          | 3          |  |  | Inghilterra  | Inghilterra  | 0      | 1      | 1 (3)  |  |
|  | Danimarca   | Danimarca   | 1          | 0          | 1          |  |  |              |              |        |        |        |  |

## Risultati

### Semifinali

#### Andata
| Arbitro: | Kevin O'Sullivan |

|                      |           |                     |
| Curl 31’ Deighan 51’ | Marcatori | 49’ (rig.) Hindkjær |

| Arbitro: | Werner Föckler |

|                         |           |                                                |
| Morace 18’ Vignotto 31’ | Marcatori | 21’ (aut.) Furlotti 50’ Sundhage 59’ Börjesson |

#### Ritorno
| Arbitro: | Kaj Natri |

|  |           |             |
|  | Marcatori | 44’ Bampton |

| Arbitro: | Rolf Haugen |

|                           |           |            |
| Uusitalo 26’ Sundhage 57’ | Marcatori | 50’ Morace |

### Finale

#### Andata
| Arbitro: | Cees Bakker |

|              |           |  |
| Sundhage 57’ | Marcatori |  |

| Svezia | Inghilterra |

| Svezia (4-3-3) |    |                      |
|                |    |                      |
| P              | 1  | Elisabeth Leidinge   |
| D              | 4  | Angelica Burevik     |
| D              | 3  | Anette Börjesson     |
| D              | 5  | Mia Kåberg           |
| D              | 2  | Ann Jansson          |
| C              | 7  | Eva Andersson        |
| C              | 6  | Anna Svenjeby        |
| C              | 9  | Karin Åhman-Svensson |
| A              | 11 | Pia Sundhage         |
| A              | 10 | Lena Videkull        |
| A              | 8  | Anette Hansson       |
| Selezionatore: |    |                      |
| Ulf Lyfors     |    |                      |

| Inghilterra (4-3-3) |    |                   |  |     |
|                     |    |                   |  |     |
| P                   | 1  | Theresa Wiseman   |  |     |
| D                   | 2  | Carol Thomas      |  |     |
| D                   | 4  | Lorraine Hanson   |  |     |
| D                   | 5  | Angela Gallimore  |  |     |
| D                   | 3  | Morag Pearce      |  |     |
| C                   | 6  | Gillian Coultard  |  |     |
| C                   | 7  | Elisabeth Deighan |  |     |
| C                   | 8  | Debbie Bampton    |  |     |
| A                   | 9  | Linda Curl        |  |     |
| A                   | 10 | Kerry Davis       |  |     |
| A                   | 11 | Pat Chapman       |  | 47’ |
| Sostituzioni:       |    |                   |  |     |
| C                   | 15 | Janet Turner      |  | 47’ |
| Selezionatore:      |    |                   |  |     |
| Martin Reagan       |    |                   |  |     |

|  | Regole incontro: - 70 minuti. - Dodici atlete a disposizione come sostituti. - Due sostituzioni massime durante l'incontro. |

#### Ritorno
| Arbitro: | Ignace Goris |

|                                     |                      |                                                |
| Curl 31’                            | Marcatori            |                                                |
| Curl Gallimore Bampton Hanson Davis | Tiri di rigore 3 – 4 | Börjesson Andersson Johansson Jansson Sundhage |

| Inghilterra | Svezia |

| Inghilterra (4-3-3) |    |                   |
|                     |    |                   |
| P                   | 1  | Theresa Wiseman   |
| D                   | 2  | Carol Thomas      |
| D                   | 4  | Lorraine Hanson   |
| D                   | 5  | Angela Gallimore  |
| D                   | 3  | Morag Pearce      |
| C                   | 6  | Gillian Coultard  |
| C                   | 7  | Elisabeth Deighan |
| C                   | 8  | Debbie Bampton    |
| A                   | 9  | Linda Curl        |
| A                   | 10 | Kerry Davis       |
| A                   | 11 | Pat Chapman       |
| Selezionatore:      |    |                   |
| Martin Reagan       |    |                   |

| Svezia (4-3-3) |    |                      |  |     |
|                |    |                      |  |     |
| P              | 1  | Elisabeth Leidinge   |  |     |
| D              | 4  | Angelica Burevik     |  |     |
| D              | 3  | Anette Börjesson     |  |     |
| D              | 5  | Mia Kåberg           |  |     |
| D              | 2  | Ann Jansson          |  |     |
| C              | 7  | Eva Andersson        |  |     |
| C              | 6  | Anna Svenjeby        |  |     |
| C              | 9  | Karin Åhman-Svensson |  |     |
| A              | 11 | Pia Sundhage         |  |     |
| A              | 10 | Lena Videkull        |  | 35’ |
| A              | 8  | Anette Hansson       |  |     |
| Sostituzioni:  |    |                      |  |     |
| C              | 15 | Doris Uusitalo       |  | 35’ |
| Selezionatore: |    |                      |  |     |
| Ulf Lyfors     |    |                      |  |     |

|  | Regole incontro: - 70 minuti. - Non si disputano i tempi supplementari. - Tiri di rigore se l'incontro finisce in parità. - Dodici atlete a disposizione come sostituti. - Due sostituzioni massime durante l'incontro. |

## Classifica marcatrici
3 reti
- Pia Sundhage

2 reti
- Linda Curl
- Carolina Morace

1 rete
- Debbie Bampton
- Anette Börjesson

- Elisabeth Deighan
- Inge Hindkjær

- Doris Uusitalo
- Elisabetta Vignotto

Autorete
- Maura Furlotti (in favore della Svezia)